# 私立長栄高級中学
私立長栄高級中学（Chang Jung High School）は、台南市東区林森路二段79号に位置する私立学校である。中高一貫教育を行う私立完全中学。

## 沿革
1885年に台湾初の中等学校として英国長老教会によって設立された。 学校の設立は、台湾初の新聞「台湾富草教会新聞」の発行と同時期であった。
1939年6月21日、長栄中学校として正式に設立された。
創立当初は男子生徒のみであったが、1971年に女子生徒が入学した。
2005年、長栄高校は創立120周年を迎えた。
2022年9月、長栄高校歴史館は文化省文化財局によって世界記憶遺産に登録された。

## 交流学校
- 関東学院中学校高等学校
- 盛岡中央高等学校
- 近江兄弟社中学校・高等学校